# Carex mucronatiformis
Carex mucronatiformis är en halvgräsart som beskrevs av Tang, Fa Tsuan Wang och S.Yun Liang. Carex mucronatiformis ingår i släktet starrar, och familjen halvgräs.
Artens utbredningsområde är Qinghai (Kina). Inga underarter finns listade i Catalogue of Life.